# Tomislav Kiš
Pour les articles homonymes, voir Kis.
Tomislav Kiš, né le 4 avril 1994 à Zagreb, est un footballeur croate qui évolue au poste d'attaquant au HŠK Zrinjski Mostar.

## Biographie

### En club
(janvier 2020).
Le contenu est difficilement compréhensible vu les erreurs de traduction, qui sont peut-être dues à l'utilisation d'un logiciel de traduction automatique.
Avec le club d'Hajduk Split, il dispute 7 matchs en Ligue Europa. Il inscrit deux buts en juillet 2015, lors des tours préliminaires de cette compétition : un but contre le club slovène du FC Koper, puis un autre but contre le club norvégien de Strømsgodset.
Signé un contrat avec Vilnius Žalgiris en décembre 2018.Total pour 2019 A Lyga a joué 31 matchs en une saison. Il a marqué 27 buts et est devenu le meilleur buteur de la ligue en 2019. Janvier 2020 le joueur aurait été prêté au Seongnam Club de Corée du Sud pour un an, avec la possibilité d'acheter plus tard un joueur de football.

### En équipe nationale
Avec l'équipe de Croatie des moins de 19 ans, il inscrit un quintuplé contre l'Azerbaïdjan, lors des éliminatoires du championnat d'Europe des moins de 19 ans 2013.